# Superstrada S14
La superstrada S14 è una superstrada polacca che funge da tangenziale per l'area urbana di Łódź, andando da Emilia a Róża. Fa parte della strada europea E30.